# Rhadinella pilonaorum
Rhadinella pilonaorum là một loài rắn trong họ Rắn nước. Loài này được Stuart mô tả khoa học đầu tiên năm 1954.